# Пер Норгорд
Пер Норгорд (13 липня 1932 — 28 травня 2025) — данський композитор і теоретик музики. Попри те, що протягом кар'єри його стиль значно змінювався, його музика часто містила мелодії, що постійно змінювалися — як-от серія нескінченності — у дусі Яна Сібеліуса, а також чітку увагу до лірики. Розмірковуючи про це, композитор Джуліан Андерсон описав його стиль як «один із найбільш особистих у сучасній музиці». Норгорд отримав кілька нагород, зокрема Музичну премію Ернста Сіменса 2016 року.

## Життя та кар'єра
Пер Норгорд народився у Гентофте, Данія, у 1932 році. У віці 17 років він приватно навчався у Вагна Гольмбоє, а потім офіційно навчався в Данській королівській музичній академії у Копенгагені з Гольмбоє, Гаральдом Геффдінгом і Германом Давидом Коппелем. З 1956 до 1957 рік він здобував освіту у Парижі з Надією Буланже, яка викладала для багатьох провідних композиторів того часу. Невдовзі Норгорд отримав викладацьку посаду, спочатку в консерваторії Оденсе у 1958 році, а потім у Королівській данській музичній консерваторії у 1960 році. У нього навчався композитор Карл Девіс. Між 1958 і 1962 роками Норгорд працював музичним критиком у газеті «Politiken». Він залишив ці посади, щоб викладати композицію у Королівській академії музики, Орхус/Ольборг у 1965 році. Тут він навчав багатьох композиторів, які згодом стали відомими, зокрема Ганс Абрагамсе, Ганс Гефорс, Карл Оге Расмуссен, Бент Соренсен.
Він перебував під сильним впливом скандинавських стилів Яна Сібеліуса, Карла Нільсена та Вагна Хольмбоє. У 1960-х роках Норгорд почав досліджувати модерністські техніки Центральної Європи, зрештою розробивши серіальну композиційну систему, засновану на «нескінченному ряду», який він використав у своїй «Подорожі на Золотий екран», Другій і Третій симфоніях, І Цзин та інших творах кінця 1960-х і 70-х років. Пізніше він зацікавився швейцарським художником Адольфом Вельфлі, який надихнув Норгорда на створення багатьох творів, зокрема Четверту симфонію, оперу «Det Guddommelige Tivoli» та «Papalagi» для соло-гітари.
Норгорд писав твори в усіх основних жанрах: шість опер, два балети, вісім симфоній та інші твори для оркестру, кілька концертів, хорових і вокальних творів, дуже велика кількість камерних творів (серед них десять струнних квартетів) і кілька сольних інструментальних творів. Серед них ряд творів для гітари, здебільшого написаних для данського гітариста Ерлінга Молдрупа: «In Memory Of…» (1978), «Papalagi» (1981), серія сюїт під назвою «Tales from a Hand» (1985—2001), «Early Morn» (1997–98) і «Rondino Amorino» (1999). Однією з його найважливіших робіт для ударних соло є «І Ching» (1982) для данського перкусіоніста Герта Мортенсена. Він також написав музику до кількох фільмів, зокрема «Червоний плащ» (1966), «Бенкет Бабетти» (1987) та «Гамлет, принц Данський» (1993).
Прем'єра його восьмої симфонії відбулася 19 вересня 2012 року у Гельсінському музичному центрі, Фінляндія, Гельсінським філармонічним оркестром під керівництвом Джона Сторгордса. Гейккі Вальска з фінського радіо назвав симфонію «дуже яскравою та ліричною» та «доступною». Його добре сприйняли глядачі на прем'єрі. Пізніше він Віденський філармонічний оркестр зробив запис під керівництвом Сакарі Орамо.
Норгорд також є плідним письменником. Він написав багато статей, присвячених музиці не тільки з технічної, а й з філософської точки зору. 

## Музика

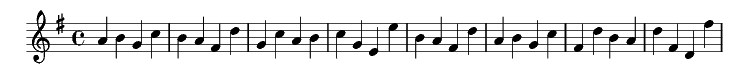

У музиці Норгорда часто використовується нескінченний ряд (дан. Uendelighedsrækken) для серіалізації мелодії, гармонії та ритму у музичній композиції. Метод отримав свою назву через нескінченно самоподібність отриманого музичного матеріалу, порівнянну з фрактальною геометрією. З математичної точки зору нескінченний ряд є послідовністю цілих чисел. «Винайдені в спробі ідеально об'єднати повторення та варіації», початок його найпростішої форми: 0, 1, −1, 2, 1, 0, 0, 1, −2, 3, …. 
У 1959 році Норгорд відкрив серію мелодійної нескінченності, і вона стала джерелом натхнення для багатьох його робіт у 1960-х роках. Однак лише «Подорож на Золотий екран» для малого ансамблю (1968), яку визначили як першу "належним чином інструментальну композицію спектрального складу, і Симфонія № 2 (1970) забезпечили структура всього твору. Гармонійний і ритмічний нескінченні ряди розробили на початку 1970-х років, і три ряди були вперше включені в Симфонію № 3 Норгорда.

## Вибраний список робіт

### Опери
- Labyrinten (The Labyrinth) (1963)
- Gilgamesh (1972)
- Siddharta (1974–79)
- Der göttliche Tivoli (The Divine Circus) (1983)
- Orfeus: Den uendelige sang (Orpheus: The Endless Song) (1988)
- Nuit des Hommes (1996)

### Оркестр
- Симфонії
  - Symphony No. 1 Sinfonia austera (1953–55)
  - Symphony No. 2 (1970)
  - Symphony No. 3 (1972–75), a choral symphony
  - Symphony No. 4 Indian Rose Garden and Chinese Witch's Lake (1981)
  - Symphony No. 5 (1987-90)
  - Symphony No. 6 At the End of the Day (1999)
  - Symphony No. 7 (2004-06)
  - Symphony No. 8 (2010-11)

- Metamorfosi (1954), for strings
- Constellations (1958), for strings
- Iris (1966)
- Luna (1967)
- Voyage into the Golden Screen (1968)
- Dream Play (1975)
- Twilight (1977)
- Burn (1984)
- Spaces of Time (1991), for orchestra with piano
- Night-Symphonies, Day Breaks (1992), for chamber orchestra
- Aspects of Leaving (1997)
- Terrains Vagues (2000—2001)

### Кончертанте
- Скрипка
  - Концерт для скрипки № 1 Helle Nacht (1986–87)
  - Концерт для скрипки № 2 Borderlines (2002)
- Віолончель
  - Концерт для віолончелі № 1 між (1985)
  - Концерт для віолончелі № 2 Momentum (2009)
  - Cantica Concertante (2012), для віолончелі та ансамблю
- Арфа
  - Арфа Концертіно № 1 Король, Дама і Туз (1988), для арфи та 13 інструментів
  - Концертіно для арфи № 2 Through Thorns (2003), для арфи, флейти, кларнета та струнного квартету
- Ударні
  - Концерт для ударних інструментів № 1 For a Change (1983)
  - Концерт для ударних інструментів № 2 «Бах у майбутнє „ (1997), для двох перкусіоністів з оркестром
- Концерт для акордеона Recall (1968)
- Концерт для альта Remembering Child (1986)
- Фортепіанний концерт Concerto in due tempi (1994–95)
- Three Nocturnal Movements (2019), для скрипки, віолончелі та ансамблю

### Камерно-інструментальний
- String Quartets
  - String Quartet No. 1
  - String Quartet No. 2 Quartetto Brioso (1958)
  - String Quartet No. 3
  - String Quartet No. 4 Quartet in 3 Spheres (1969), for string quartet with tape
  - String Quartet No. 5 Inscape (1969)
  - String Quartet No. 6 Tintinnabulary (1986)
  - String Quartet No. 7 (1994)
  - String Quartet No. 8 Night Descending like Smoke (1997)
  - String Quartet No. 9 Into the Source (2001)
  - String Quartet No. 10 Harvest Timeless (2005)
- Flute Quintet (1953), for flute, violin, viola, cello and piano
- Solo Intimo (1953), for cello
- Clarinet Trio No. 1 (1955), for clarinet, cello and piano
- Whirl's World (1970), for wind quintet
- Arcana (1970), for percussion, electric guitar and accordion
- Clarinet Trio No. 2 Spell (1973), for clarinet, cello and piano
- Cantica (1977), for cello and piano
- Proteus (1980), for flute and percussion
- Sonora (1981), for flute and harp
- I Ching (1982), for solo percussion
- Clarinet Trio No. 3 Lin (1986), for clarinet, cello and piano
- Syn (Vision) (1988), for brass quintet
- Strings (1992), for string trio
- Scintillation (1993), for septet of flute, clarinet, horn, violin, viola, cello and piano
- Roads to Ixtlan (1993), for 4 saxophones
- Wild Swans (1994), for 4 saxophones
- Dancers Around Jupiter (1995), for 4 saxophones
- Winter Music (1998), for flute, clarinet, percussion, organ, guitar and cello
- It's All His Fancy That (2003), for trumpet, trombone and piano
- Delta (2005), for saxophone, cello and piano
- Trio Breve (2012), for piano trio

### Фортепіано/клавіатура
- Piano Sonata No. 1 (1953)
- Piano Sonata No. 2 (1957)
- Partita Concertante (1958), for organ
- Grooving (1968), for piano
- Canon (1971), for organ
- Turn (1973), for piano
- Trepartita (1988), for organ
- Remembering (1989), for piano
- Gemini Rising (1990), for harpsichord
- Waterways (2008), for piano

### Вокально/Хоровий
- The Dommen (Judgement), for vocalists, choir, children's choir and orchestra
- Libra (1973), for tenor, choir, guitar and two vibraphones
- Singe die Gärten (1974), for choir and 8 instruments
- Nova genitura (1975), for soprano and ensemble
- Fons Laetitiae (1975), for soprano and harp
- Winter Cantata (1976), for soprano, choir, organ and optional ensemble
- Frostsalme (1976), for 16-part choir
- Cycle (1977), for 12-part choir
- Seadrift (1978), for soprano and ensemble
- Wie ein Kind (Like a Child), for choir (1979–80)
- And Time Shall Be No More, for choir (1994)
- Ut rosa (2000), for choir
- Mytisk Morgen (2000), for choir and bass clarinet

## Твори
- Nørgård, Per (1973–1974). Gilgamesh – en 5000-årig aktualitet [Gilgamesh - A 5000-year-old Topicality]. Nutida musik (Danish) . 17 (1): 5—7.
- Nørgård, Per (1975). Inside a Symphony (PDF). Translated by L. K. Christensen. Numus-West 2, no. 2: 4–16
- Nørgård, Per (1982). Hansen, Ivan (ред.). Per Nørgård artikler 1962–1982 [Per Nørgård articles 1962–1982] (Danish) . Copenhagen: København. OCLC 465831476.
- —— (1985–1986). Hastighed og acceleration [Speed and acceleration]. Dansk Musiktidsskrift (Danish) . 60: 179—186.
- —— (1986–1987). Flerdimensionaler agogik [Multidimensional agogics]. Dansk Musiktidsskrift (Danish) . 61: 19—25.

## Нагороди
- Премія Лілі Буланже (1957) [12]
- Музична премія Північної ради (1974) за оперу “Gilgamesh»[12]
- Музична премія Леоні Соннінг (1996; Данія)
- Премія Вігурі Сібеліуса (2006)
- Премія Марі-Жозе Кравіс за нову музику (2014)[22]
- Музична премія Ернста Сіменса (2016)

## Додаткова література
- Bjørnum, Birgit (1983). Per Nørgårds Kompositioner: En Kronologisk-Tematisk Fortegnelse Over Værkerne 1949-1982 [Per Nørgård's Compositions: A Chronological-Thematic List of Works 1949-1982] (Danish) . Copenhagen: Wilhelm Hansen. OCLC 894559488.
- Beyer, Anders, ред. (1996). The Music of Per Nørgård: Fourteen Interpretative Essays. Aldershot: Scolar. ISBN 978-1-85928-313-4.
- Christensen, Jean (1989). Per Nørgård – Widening the Framework. Musical Denmark. Danish Cultural Institute (1): 3—5.
- Rasmussen, Karl Åage; Høm, Jesper (1991). Noteworthy Danes: Portraits of 11 Danish Composers. Copenhagen: Wilhelm Hansen. с. 29—40. OCLC 464055360.